# Lan Yu (film)
Lan Yu è un film del 2001 diretto da Stanley Kwan.
Il soggetto è basato sul romanzo Beijing Story.

## Trama
Siamo alla fine degli anni ottanta del XX secolo. Lan Yu è un povero studente d'architettura proveniente dal nord del paese e con un bisogno disperato di soldi (nel romanzo viene descritto come appena sedicenne e ancora vergine): a Pechino incontra Li Zheng, un suo conoscente, che gli suggerisce di prostituirsi per una sola sola notte così da porre immediato rimedio alla sua drammatica situazione finanziaria. Lan Yu accetta e giunge al bar indicatogli dall'amico come luogo d'incontro gay; si dirige alla sala da biliardo, dove viene presentato ad un imprenditore di successo e trader internazionale di nome Chen Handong: Li Zheng è suo sottoposto ed uno dei pochi a conoscere il reale orientamento sessuale dell'uomo.
La notte che trascorrono assieme è per Lan Yu non solo un'esperienza di sesso pura e semplice, ma anche e soprattutto un risveglio emotivo profondo: il ragazzo si innamora infatti immediatamente dell'uomo più anziano mentre questi, volendo mantenere una facciata impeccabile, non desidera implicazioni emotive nel rapporto venutosi a creare, e continua a vederlo soltanto come un facile sfogo sessuale.
L'uomo ha difatti sempre fatto del suo meglio per evitare il più possibile legami sentimentali con i ragazzi via via incontrati: in questo caso però si sforza di trasformare il palese e sincero amore di Lan Yu nei suoi confronti in una sorta di dipendenza psicologica, riempiendolo a tal scopo di soldi e regali costosi. Purtroppo Lan Yu scopre presto l'infedeltà di Chen - lo sorprende nel bel mezzo del tentativo di seduzione d'un atleta di college - e ne rimane sconvolto: lascia l'appartamento che fino ad allora aveva condiviso con lui e scompare dalla sua vita. Non s'incontreranno più fino al 4 giugno 1989.
Chen quel giorno era andato a cercare Lan Yu proprio a Piazza Tienanmen, pensando che si trovasse tra i manifestanti e temendo per l'incolumità del ragazzo: l'esercito stava già iniziando le manovre di accerchiamento e repressione delle richieste di libertà provenienti dagli studenti di Pechino. Riesce effettivamente a trovarlo, tutto spettinato e sconvolto.
L'avvenimento lo riunisce e apre un nuovo più importante capitolo nella storia della loro relazione: anche se Chen non sembra ancora dimostrare la volontà d'impegnarsi totalmente con Lan Yu, è ora più consapevole di sé e di ciò che realmente vuole. Porta il ragazzo in una villa alla periferia della città e gli dà in dotazione una costosa automobile: nessuna di queste cose, regali privi d'amore, era ciò che realmente desiderava Lan Yu, che però le accetta.
Al ragazzo importa più d'ogni altra cosa di poter star sempre vicino all'uomo che ama: ora però Chen, essendo l'unico figlio di un importante burocrate del governo comunista cinese, viene sempre più messo sotto pressione per farlo sposare. Chen contrae così matrimonio con Lin Jinping, una traduttrice che l'ha aiutato a concludere un affare con una compagnia russa.
A questo punto a Lan Yu decide di andarsene nuovamente, e Chen perde nuovamente ogni contatto con lui. Il matrimonio di Chen, impostato su solo per le apparenze, naufraga presto e Chen divorzia. Un incontro avvenuto casualmente riavvicina i due ancora una volta, e a questo punto Chen è finalmente disposto a ricambiare l'amore di Lan Yu, impegnandosi sentimentalmente con lui e facendo diventare il loro un autentico rapporto di coppia ufficiale.
La società di Chen però, a causa anche del contratto stipulato con i russi, comincia a suscitare i sospetti del governo: un'indagine viziata dall'immancabile corruzione dei funzionari preposti accusa Chen di contrabbando e riciclaggio di denaro sporco. Suo padre è morto, e senza più nessuno in grado d'aiutarlo, viene arrestato e affronta un lungo periodo di detenzione, col rischio dell'esecuzione capitale.
Lan Yu ha raccolto tutti i suoi risparmi e coi proventi della vendita della villa e di tutti gli altri doni fattigli precedentemente da Chen, cerca di ottenere la sua liberazione: a questo punto Chen si rende davvero conto che il ragazzo è la sua vera anima gemella, ma non potrà godere di tale consapevolezza, poiché Lan Yu muore a seguito di un incidente stradale.
Il tempo passa e Chen continua ad avere Lan Yu fisso nella memoria: non lo dimenticherà mai più. Addolorato e col pensiero sempre rivolto al passato, si trova a riflettere su ciò che avrebbe potuto essere e che invece non è stato.

## Produzione
Il film è basato su un romanzo intitolato Beijing Story: dal momento che l'opera contiene rappresentazioni positive dell'omosessualità maschile, oltre che esplicite (per gli standard cinesi) scene sessuali, nonché riferimenti agli eventi del 1989 di Piazza Tienanmen, nessun editore ha avuto il coraggio di pubblicarlo, quindi l'autore lo ha pubblicato online, nel 1998, usando lo pseudonimo di "Tongzhi" ("compagno") per tutelarsi da eventuali rappresaglie del governo comunista cinese.
Diretto dal regista di fama internazionale Stanley Kwan (uno dei pochissimi artisti asiatici apertamente gay), racconta una storia d'amore, romantica e tragica, tra due uomini di Pechino. Alcune delle riprese si sono svolte a Pechino, senza il permesso del governo. La maggior parte del cast e della troupe era proveniente dalla cina continentale, tanto da rendere tutta l'atmosfera molto partecipata.

## Distribuzione
È stato inserito nella selezione ufficiale del Festival di Cannes 2001.
Il film ha potuto essere proiettato in Cina solo nell'ambito di un festival cinematografico promosso privatamente dagli universitari di Pechino alla fine del 2001: le proiezioni programmate presto hanno raggiunto il tutto esaurito.
In Italia è uscito direttamente in DVD, in versione originale con sottotitoli.